# Universal Tube & Rollform Equipment

Logo d'Universal Tube & Rollform Equipment

Universal Tube & Rollform Equipment est un fabricant et fournisseur américain de tubes et de tuyaux métalliques. L’entreprise a été créée en 1985 et se trouve actuellement[Quand ?] à Perrysburg dans l’Ohio.
L’entreprise a été médiatisée en 2006 grâce à l’adresse de son site web utube.com qui se prononce de la même façon que youtube.com en anglais.